# Arianops kingi
Arianops kingi är en skalbaggsart som beskrevs av Barr 1974. Arianops kingi ingår i släktet Arianops och familjen kortvingar. Inga underarter finns listade i Catalogue of Life.